# Bäcketjärnen (Töllsjö socken, Västergötland)
Bäcketjärnen är en sjö i Bollebygds kommun i Västergötland och ingår i Rolfsåns huvudavrinningsområde.